# Färbung (Zahlentheorie)
Unter einer Färbung {\displaystyle \chi } versteht man in der Diskreten Zahlentheorie die Einfärbung einer Zahlenmenge {\displaystyle [1,n]\subseteq \mathbb {N} } mit {\displaystyle r} Farben. Die Färbung von Zahlenmengen findet ihre Anwendung vor allem in der Ramseytheorie, die unter gewissen Bedingungen untersucht, inwiefern sich Gesetzmäßigkeiten in gefärbten Teilmengen finden lassen.

## Definition
Seien {\displaystyle [1,r]} {\displaystyle r} verschiedene Farben. Die Abbildung {\displaystyle \chi :[1,r]\rightarrow [1,n]\subseteq {N}} definiert auf einer Teilmenge der positiven ganzen Zahlen einer sogenannten {\displaystyle r}-Färbung, durch die jedes Element der Teilmenge {\displaystyle [1,n]} eine der {\displaystyle r} Farben zugeordnet bekommt.

## Eigenschaften
- Für jede Farbe aus {\displaystyle i\in [1,r]} existiert ein Tupel {\displaystyle (i,x)} mit {\displaystyle x\in [1,n]}. Ist dies für ein {\displaystyle i} nicht der Fall, sprechen wir von einer {\displaystyle r-1}-Färbung.
- Ist {\displaystyle r=1}, so existiert für jedes {\displaystyle n} nur eine einzige Färbung.
- Für {\displaystyle r>1} erhält man die Anzahl der verschiedenen Färbungen leicht durch einige kombinatorische Bemühungen.
- Mit obigen Punkten ergibt sich sofort, dass {\displaystyle r\leq n} sein muss.
- Die Färbung der Zahlenmenge ist stets beliebig. Aus diesem Grund findet der Färbungsbegriff Anwendung in der Ramseytheorie, die versucht für gefärbte Teilmengen Bedingungen für bestimmte Gesetzmäßigkeiten herauszufinden.

## Beispiel
Wir wählen {\displaystyle r=3} und {\displaystyle n=7}. Es existieren für diese Zahlen mehrere Färbungen eine mögliche für {\displaystyle \chi :\{1,2,3\}\rightarrow \{1,2,3,4,5,6,7\}} wäre
| 1 | 2 | 3 | 4 | 5 | 6 | 7 |
| R | B | G | B | R | R | G |

Während bei der Definition von {\displaystyle \chi } von den Farben {\displaystyle 1\ldots r} gesprochen wird, werden in konkreten Beispielen für diese i. d. R. Farben, wie rot, grün, blau eingesetzt.

## Anwendung
- Einfarbige Lösung
- Ramseytheorie
- Satz von Van der Waerden
- Satz von Schur
- Satz von Ramsey